# 古屋義男
古屋 義男（ふるや よしお、1932年12月7日 - 1995年4月5日）は日本の哺乳類学者。
1932年生まれ。元高知女子大学教授。1970年　京都大学　理学博士。論文の題は「On the fission of troops of Japanese monkeys(ニホンザルの群れの分裂について) 」。

## 著書
- 古屋義男／著 (1959-10). 臥牛山のサル. 高梁市役所http://iss.ndl.go.jp/books/R100000001-I017029889-00
- 古屋義男／文、田所範昭／絵. いたちの遠眼鏡. 高知新聞社(高知)http://iss.ndl.go.jp/books/R100000001-I007437516-00
- 古屋義男.1973.高知県の大中型哺乳類.（高知県環境保全局自然保護課，編：高知県の自然環境）pp.35－46.高知.[3]
- 古屋義男.1984.奥物部山系の哺乳類.（高知県保健環境部環境保全課，編：高知県四国山地学術調査書）pp.103－106.高知.[3]
- 古屋義男.1984.四国中央山地の哺乳類.（高知県保健環境部環境保全課，編：高知県四国山地学術調査書）pp.107－110.高知.[3]

## 論文
- 国立情報学研究所収録論文 国立情報学研究所
- 古屋義男 (1978), “四国における中大型哺乳類5種の分布--アンケート調査による”, 高知女子大学紀要 自然科学編 (高知女子大学):  13-19, ISSN 04522486
- 古屋義男 (1980), “飼育下におけるチョウセンイタチの発育”, 高知女子大学紀要 自然科学編 (高知女子大学):  11-20, ISSN 04522486
- 古屋義男; 森川国康 (1984), “四国の哺乳類”, 動物と自然 14 (4):  4－9[3]
- 古屋義男; 吉村 法子 (1989), “高知県におけるニホンカワウソの分布域の減少(1977-1987)”, 高知女子大学紀要.自然科学編 (高知女子大学) (37):  1-11, ISSN 04522486
- 古屋義男 (1992), “高知県土佐清水市斧積の野ネズミ-とくに捕獲率の季節変動と土木工事の影響について”, 高知女子大学紀要 自然科学編 (高知女子大学):  35-43, ISSN 04522486
- 古屋義男; 金尾彰子; 竹内美希子 (1981), “高知県における哺乳類の分布と植生”, 哺乳動物学雑誌 (日本哺乳動物学会) 8 (6):  215-225, doi:10.11238/jmammsocjapan1952.8.215